# Rylee Alazraqui
Rylee Alazraqui (* 17. Mai 2011 in Los Angeles) ist eine US-amerikanische Schauspielerin und Synchronsprecherin.

## Leben
Rylee Alazraqui ist die Tochter des Schauspielers und Synchronsprechers Carlos Alazraqui. Sie begeisterte sich schon früh für die Arbeit ihres Vaters und schlug mit seiner Hilfe den gleichen Weg ein. Nachdem sie zunächst in einigen Werbespots mitgewirkt hatte, übernahm sie ab 2018 auch erste Sprechrollen in verschiedenen Animationsserien. 2020 spielte sie eine Nebenrolle in dem von ihrem Vater mitproduzierten Realfilm Witness Infection. Seit 2021 spricht sie in der Star-Trek-Animationsserie Star Trek: Prodigy mit Rok-Tahk eine der Hauptfiguren.

## Filmografie
- 2018: Apfel & Lauch (Fernsehserie, 1 Folge)
- 2018: Doc McStuffins, Spielzeugärztin (Fernsehserie, 1 Folge)
- 2019: Far Cry New Dawn (Computerspiel)
- 2018–2020: Summer Camp Island (Fernsehserie, 7 Folgen)
- 2020: Witness Infection
- 2021–2023: Stilles Wasser (Fernsehserie, 5 Folgen)
- 2021: Home Economics (Fernsehserie, 1 Folge, ungenannt)
- 2021: Doug Unplugs (Fernsehserie, 7 Folgen)
- 2021–2024: Star Trek: Prodigy (Fernsehserie, 40 Folgen)
- 2022: Nickelodeon Star Trek Prodigy Supernova (Computerspiel)
- 2022: Villains of Valley View (Fernsehserie, 1 Folge)
- 2022: Welpen Freunde (Fernsehserie, 8 Folgen)
- 2022–2023: Big City Greens (Fernsehserie, 3 Folgen)